# Métrica comum
Métrica comum ou medida comum abreviado em inglês como C. M. ou CM (common metre/mensure)—é uma métrica poética que consiste em quatro linhas que alternam entre o tetrâmetro iâmbico (quatro iambos por linha) e o trímetro iâmbico (três iambos por linha) A métrica é indicada pela contagem de sílabas de cada linha, ou seja, 8.6.8.6, 86.86 ou 86 86, dependendo do estilo, ou pela forma abreviada "CM".
A métrica comum tem sido usada para baladas como "Tam Lin" e hinos como "Amazing Grace" e a cantiga natalina "O Little Town of Bethlehem". O resultado dessa semelhança é que as letras de uma música podem ser cantadas ao som de outra; por exemplo, "Advance Australia Fair", "House of the Rising Sun", "Amazing Grace" e "Material Girl" podem ter suas letras definidas na melodia de qualquer uma das outras. Historicamente, as letras nem sempre eram ligadas às músicas e, portanto, eram cantadas em qualquer melodia apropriada; "Amazing Grace", por exemplo, não foi ajustada para a música "New Britain" (com a qual é mais comumente associada hoje) até cinquenta e seis anos após sua publicação inicial em 1779.

## Variantes
A métrica comum está relacionada a três outras formas poéticas: métrica de balada, fourteeners e métrica dupla.
Como as estrofes da métrica comum, cada estrofe da métrica de balada possui quatro linhas iâmbicas. A métrica de balada é "menos regular e mais conversadora" que a métrica comum. Em cada estrofe, a forma de balada precisa rimar apenas a segunda e a quarta linhas, na forma A-B-C-B (onde A e C não precisam rimar), enquanto a métrica comum rima normalmente também a primeira e a terceira linhas, no padrão A-B-A-B.
Outra forma intimamente relacionada é o fourteener, que consiste em dísticos de heptâmetro iâmbico: em vez de linhas alternadas de tetrâmetro iâmbico e trímetro iâmbico, rima a-b-a-b ou x-a-x-a, um fourteener junta as linhas de tetrâmetro e trímetro, convertendo estrofes de quatro linhas em pares de sete pés iâmbicos rimando a-a.
A primeira e a terceira linhas na métrica comum geralmente têm quatro tensões (tetrâmetro), e a segunda e a quarta têm três tensões (trímetro). A métrica de balada segue esse padrão de tensão menos estritamente que a métrica comum. O fourteener também dá ao poeta maior flexibilidade, pois suas longas linhas convidam ao uso de cesuras e espondeus de forma variável para obter variedade métrica, no lugar de um padrão fixo de iambos e quebras de linha.
Outra adaptação comum da métrica comum é a métrica comum dupla, que, como o nome sugere, é a métrica comum repetida duas vezes em cada estrofe, ou 8.6.8.6.8.6.8.6. Tradicionalmente, o esquema rítmico também deve ser o dobro da métrica comum e a-b-a-b-c-d-c-d, mas geralmente usa o estilo da métrica de balada, resultando em x-a-x-a-x-b-x-b. Exemplos dessa variante são "America the Beautiful" e "It Came Upon the Midnight Clear". Igualmente relacionada é a métrica em particular, 8.8.6.8.8.6., como na música Magdalen College, composta em 1774 por William Hayes, que foi usada com o hino "We Sing of God, the Mighty Source", de Christopher Smart.

## Exemplos
A métrica comum é frequentemente usada em hinos, como este de John Newton.
Amazing Grace, how sweet the sound,

That saved a wretch like me!

I once was lost, but now am found,

Was blind, but now I see.— "Amazing Grace", de John Newton
"Lucy Poems", de William Wordsworth, também são comuns.
A slumber did my spirit seal;

I had no human fears:

She seemed a thing that could not feel

The touch of earthly years.— "A slumber did my spirit seal", de William Wordsworth
O primeiro tema de abertura usado na versão americana do anime japonês Pokémon também usa a métrica comum.
I wanna be the very best

Like no one ever was

To catch them is my real test

To train them is my cause

I will travel across the land

Searching far and wide

Teach Pokémon to understand

The power that's inside
Esse meu jeito de viver

Ninguém nunca foi igual

A minha vida é fazer

O bem vencer o mal

Pelo mundo viajarei

Tentando encontrar

Um Pokémon e com o seu poder

Tudo transformar
Muitos dos poemas de Emily Dickinson usam métricas de balada.
Because I could not stop for Death,

He kindly stopped for me;

The Carriage held but just Ourselves

And Immortality.— Poema #712 de Emily Dickinson
Outro poema americano com métrica de balada é "Casey at the Bat", de Ernest Thayer:
The outlook wasn't brilliant for

The Mudville Nine that day;

The score stood four to two, with but

One inning more to play.
Um exemplo moderno de métrica de balada é a música-tema de Gilligan's Island, tornando possível cantar qualquer outra balada nessa música. As duas primeiras linhas na verdade contêm anapestos no lugar de iambos. Este é um exemplo de um métrica de balada que é metricamente menos rigorosa que a métrica comum.
Just sit right back and you'll hear a tale,

a tale of a fateful trip.

That started from this tropic port,

aboard this tiny ship.
Outro exemplo é a música tradicional "House of the Rising Sun".
There is a house in New Orleans,

They call the rising sun.

And it's been the ruin of many a poor girl,

And God, I know I'm one.
"Gascoigns Good Night", de George Gascoigne, emprega fourteeners.
The stretching arms, the yawning breath, which I to bedward use,

Are patterns of the pangs of death, when life will me refuse:

And of my bed each sundry part in shadows doth resemble,

The sundry shapes of death, whose dart shall make my flesh to tremble.— "Gascoigns Good Night", de George Gascoigne
"America the Beautiful", de Katharine Lee Bates, utiliza a métrica comum dupla, usando um esquema de rima CM padrão para a primeira iteração e um esquema de métrica de balada para a segunda.
O beautiful for spacious skies,

For amber waves of grain,

For purple mountain majesties

Above the fruited plain!

America! America!

God shed his grace on thee

And crown thy good with brotherhood

From sea to shining sea!
Da mesma forma, "Advance Australia Fair", de Peter Dodds McCormick, hino nacional da Austrália:
Australians all let us rejoice,

For we are young and free;

We've golden soil and wealth for toil;

Our home is girt by sea;

Our land abounds in nature's gifts

Of beauty rich and rare;

In history's* page, let every* stage

Advance Australia Fair.

In joyful strains then let us sing,

Advance Australia Fair.
NB: "hist'ry's" e "ev'ry"